# ژو دانهونگ
ژو دانهونگ (انگلیسی: Zhou Danhong؛ زادهٔ ۱۷ اکتبر ۱۹۶۷)  تیرانداز زن اهل چین بود. وی در بازی‌های المپیک تابستانی ۱۹۸۸ و ۱۹۹۲ حضور داشته‌است.